# Effetto precedenza
L'effetto precedenza, o legge del primo fronte d'onda, è un effetto psicoacustico binaurale. Quando un suono è seguito da un altro suono separato da un ritardo temporale sufficientemente breve (sotto la soglia dell'eco dell'ascoltatore), gli ascoltatori percepiscono un singolo evento uditivo; la sua posizione spaziale percepita dipende essenzialmente dalla posizione del suono che giunge per primo (il primo fronte d'onda). Comunque anche il suono in ritardo influisce sulla posizione percepita. Tuttavia il suo effetto è nascosto dal primo suono in arrivo.
Una forma particolare dell'effetto precedenza è l'effetto Haas, il quale fu descritto nel 1949 da Helmut Haas nella sua tesi di dottorato. È spesso equiparato all'effetto precedenza descritto sotto.

## Storia
La "legge del primo fronte d'onda" fu descritta e così denominata nel 1948 da Lothar Cremer.
L'"effetto precedenza" fu descritto e così denominato nel 1949 da Wallach et al. Essi mostrarono che, quando due suoni identici vengono presentati in rapida successione, questi vengono ascoltati come fusi in un unico suono. Nei loro esperimenti, la fusione si verificava quando il ritardo tra i due suoni era nell'intervallo compreso tra 1 e 5 ms per gli schiocchi (click) e fino a 40 ms per suoni più complessi come discorsi o musica per pianoforte. Quando il ritardo era maggiore, il secondo suono veniva ascoltato come un'eco.
In più, Wallach et al. dimostrarono che, quando i suoni successivi provenivano da sorgenti in posizioni diverse, venivano ascoltati come fusi; la posizione apparente del suono percepito dipendeva essenzialmente dalla posizione del suono che raggiungeva per primo le orecchie (cioè il primo fronte d'onda in arrivo). Il suono che giungeva per secondo aveva solo un effetto molto piccolo (anche se misurabile) sulla posizione percepita sul suono percepito come fuso. Essi indicarono questo fenomeno come effetto precedenza e osservarono che ciò spiega perché la localizzazione del suono sia possibile nella tipica situazione in cui i suoni riverberano da pareti, mobili e oggetti simili, fornendo dunque stimoli multipli e successivi. Essi osservarono anche che l'effetto precedenza rappresenta un fattore importante nella percezione dei suoni stereofonici.
Wallach et al. non variarono sistematicamente le intensità dei due suoni, anche se citarono la ricerca di Langmuir et al. la quale suggeriva che, se il suono che giunge per secondo è almeno 15 dB più rumoroso del primo, l'effetto precedenza scompare.
L'"effetto Haas" prende il nome da un articolo del 1951 di Helmut Haas.
Nel 1951 Haas esaminò come la percezione di voci che parlano è influenzata in presenza di una singola riflessione sonora coerente. Per creare le condizioni anecoiche, l'esperimento venne condotto sul tetto di un edificio indipendente. Un altro test fu condotto in una camera con un tempo di riverbero di 1,6 ms. Il segnale di test (discorso registrato) venne emesso da due altoparlanti simili in posizioni a 45° a sinistra e a destra a 3 m di distanza dall'ascoltatore.
Haas trovò che gli esseri umani localizzano le sorgenti sonore nella direzione di arrivo del primo suono indipendentemente dalla presenza di una riflessione singola da una direzione diversa. Viene percepito un singolo evento uditivo. Una riflessione che giunge dopo più di 1 ms dal suono diretto aumenta il livello percepito e la spaziosità (più precisamente, la larghezza percepita della sorgente sonora). Una riflessione singola che giunge tra 5 e 30 ms dopo può essere fino a 10 dB più rumorosa rispetto al suono diretto senza essere percepita come un evento uditivo secondario (eco). Questo lasso di tempo varia con il livello della riflessione. Se il suono diretto sta provenendo dalla stessa direzione verso cui l'ascoltatore è rivolto, la direzione della riflessione non ha effetti significativi sui risultati. Una riflessione con le frequenze più alte attenuate espande l'intervallo di tempo in cui è attiva la soppressione dell'eco.  Anche l'aumento del tempo di riverbero della camera espande l'intervallo di tempo della soppressione dell'eco.

## Apparenza
L'effetto precedenza appare se i successivi fronti d'onda giungono tra 2 ms e circa 50 ms dopo il primo fronte d'onda. Questo intervallo è dipendente dal segnale. Per il parlato l'effetto precedenza scompare per ritardi superiori a 50 ms, ma per la musica l'effetto può apparire anche per ritardi di circa 100 ms.
In esperimenti con ritardi o anticipi tra due schiocchi (click), gli effetti di localizzazione includono aspetti di localizzazione con somma, dominanza di localizzazione e soppressione della discriminazione del ritardo. Generalmente, gli ultimi due vengono considerati aspetti dell'effetto precedenza:
- Localizzazione con somma: per ritardi temporali al di sotto di 2 ms, gli ascoltatori percepiscono soltanto un suono; la sua direzione si trova tra le posizioni del suono in anticipo e del suono in ritardo. Un'applicazione della localizzazione con somma è la stereofonia ad intensità, dove due altroparlanti emettono lo stesso segnale con livelli differenti, il che si traduce in una direzione sonora localizzata tra entrambi gli altoparlanti. La direzione localizzata dipende dalla differenza di livello tra i due altoparlanti.
- Dominanza di localizzazione: anche per ritardi compresi tra 2 e 5 ms, gli ascoltatori percepiscono un suono; la sua posizione è determinata dalla posizione del suono in anticipo.
- Soppressione della discriminazione del ritardo: per brevi ritardi, gli ascoltatori hanno meno capacità di discriminare la posizione del suono in ritardo.

Per ritardi superiori a 50 ms (per il parlato) o di circa 100 ms (per la musica) il suono ritardato viene percepito come un'eco del suono che giunge per primo. Vengono localizzate correttamente le direzioni di entrambi i suoni. Il ritardo temporale per gli echi percepiti dipende dalle caratteristiche del segnale. Per segnali con caratteristiche impulsive, gli echi sono percepiti per ritardi superiori a 50 ms. Per segnali con un'ampiezza quasi costante, la soglia dell'eco può risultare aumentata fino a differenze temporali da 1 a 2 secondi..
Una forma particolare dell'effetto precedenza è l'effetto Haas. Haas mostrò che l'effetto precedenza appare anche se il livello del suono ritardato è fino a 10 dB più elevato rispetto al livello del primo fronte d'onda. In questo caso, la gamma dei ritardi, dove si manifesta l'effetto precedenza, è ridotta a ritardi tra 10 e 30 ms.

## Applicazioni
L'effetto di precedenza è importante per l'ascolto in ambienti chiusi. Con l'aiuto di questo effetto, rimane possibile determinare la direzione di una sorgente sonora (per esempio la direzione di un altoparlante) anche in presenza di wall riflessioni dalle pareti.

### Sistemi che aumentano il volume percepito dei suoni
I risultati di Haas possono essere applicati ai cosiddetti sound reinforcement systems ed ai sistemi public address. Il segnale per altoparlanti collocati in luoghi distanti da un palco può essere ritardato elettronicamente di un tempo pari al tempo impiegato dal suono per viaggiare attraverso l'aria dal palco a un luogo distante, più circa da 10 a 20 millisecondi e riprodotto a un livello fino a 10 dB più elevato rispetto al suono emesso dal palco. Il primo suono in arrivo dalla sorgente sul palco determina la localizzazione percepita mentre il suono leggermente successivo dagli altoparlanti ritardati aumenta semplicemente il livello sonoro percepito senza influenzare negativamente la localizzazione. In questa configurazione, l'ascoltatore localizzerà tutto il suono dalla direzione del suono diretto, ma beneficerà del livello sonoro più elevato, che è stato potenziato dagli altoparlanti.

### Estrazione dell'ambiente
Per estrazione dell'ambiente, in inglese ambience extraction, di una registrazione stereo contenente suoni ambientali, si intende far sì che, durante la riproduzione, per l'ascoltatore aumenti la sensazione di immersione nello stesso ambiente da cui sono stati registrati tali suoni.
L'effetto precedenza può essere impiegato per aumentare la percezione d'ambiente durante la riproduzione di registrazioni stereo. Se due altoparlanti sono posizionati a sinistra e a destra dell'ascoltatore (in aggiunta agli altoparlanti principali) ed alimentati in modo da avere un ritardo da 10 a 20 millisecondi, le componenti d'ambiente a fase casuale del suono diventeranno sufficientemente dissociate da non poter essere localizzate. Questo estrae efficacemente l'ambiente esistente della registrazione, lasciando in primo piano i suoi suoni "diretti", i quali sembrano ancora provenire dalla direzione frontale.

### Decodifica audio multicanale
L'effetto è stato preso in considerazione e sfruttato, dal punto di vista della psicoacustica, con il decoder Fosgate Tate 101A SQ, sviluppato da Jim Fosgate in collaborazione con Peter Scheiber e Martin Willcocks, per produrre una spazialità e una direzionalità molto migliori nella decodifica a matrice dell'audio (quadrifonico SQ) 4-2-4.

### Haas kicker
Molti vecchi progetti di studi di registrazione LEDE ("live end, dead end") presentavano i cosiddetti "Haas kicker" – pannelli riflettenti posti nella parte posteriore per creare riflessioni speculari che sono stati pensati per fornire un'area di ascolto stereo più ampia o aumentare l'intelligibilità. Tuttavia, ciò che è vantaggioso per un tipo di suono è dannoso per gli altri, quindi gli Haas kicker, come i compression ceiling, non si trovano più comunemente nelle sale di controllo.